# کلروالد-درزه ناتسیونال پارک
کلروالد-درزه ناتسیونال پارک (به آلمانی: Nationalpark Kellerwald-Edersee) یک منطقهٔ مسکونی در آلمان است که در والدک-فرانکنبرگ واقع شده‌است.